# Lynx (браузер)
Lynx — це текстовий браузер, доступний для багатьох операційних систем. Також він є найдавнішим з браузерів, що використовуються зараз.

## Користування
На відміну від сучасних графічних браузерів, для роботи в Lynx використовується здебільшого клавіатура, а не мишка. Основними при навігації є кнопки керування курсором.
Наприклад, щоб перейти за посиланням, необхідно обрати його за допомогою кнопок «догори»/«додолу», а потім натиснути «вправо». Для повернення на попередню Інтернет-сторінку — натиснути «назад».
Для виконання інших команд також призначені клавіатурні скорочення: «h» викликає довідку, «o» відкриває сторінку з налаштуваннями, «Q» закриває програму тощо.

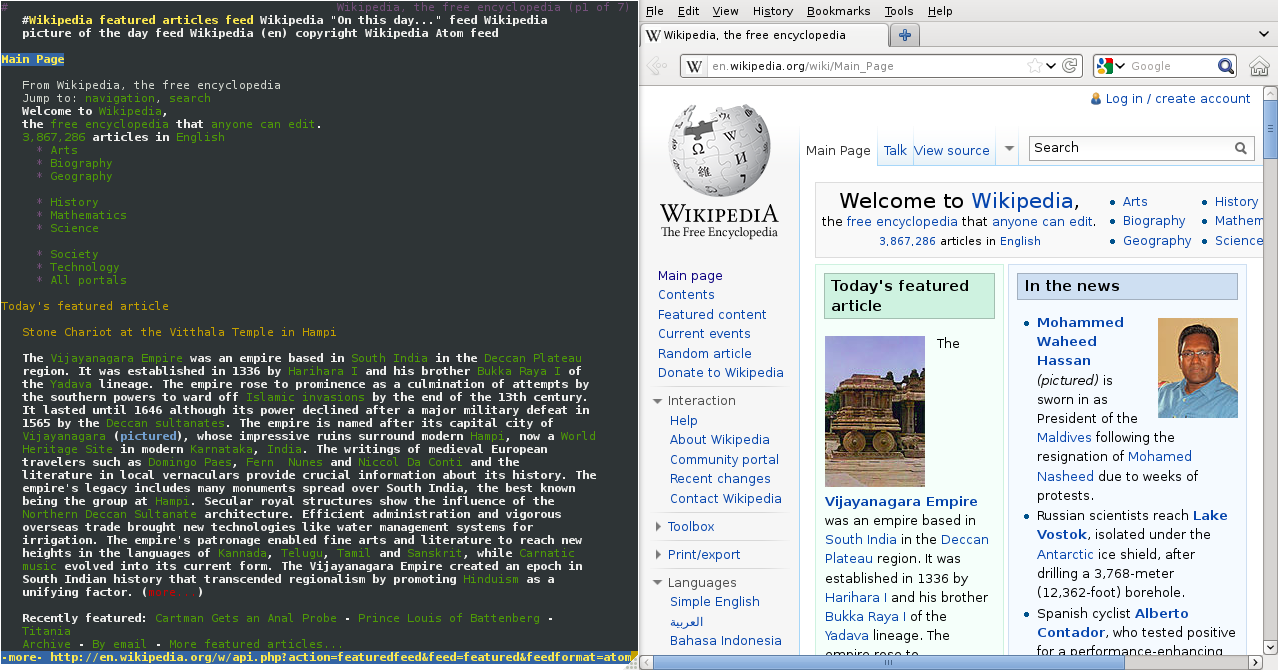
Вебпереглядач Lynx та Firefox показують одну сторінку

## Можливості
Останні версії Lynx підтримують частину специфікацій HTML, протоколи Gopher, HTTP, FTP, WAIS, NNTP, SSL. Частково підтримуються таблиці.
Також існує ряд обмежень: не реалізована підтримка javascript, cookies не зберігаються між сеансами, неможливо «прокрутити» сторінку на один рядок, фрейми відображаються як окремі документи тощо.
Lynx доступний для наступних платформ: UNIX, VMS, Win32, NT, DOS 386, OS/2, Mac, Amiga, OS390, BS2000 і Nextstep.

## Історія
Розробку Lynx підштовхнув Херб Харріс (Herb Harris), заступник директора по сервісах для користувачів у Канзаському університеті (США). У 1989 році він сформулював завдання: створити університетську інформаційну систему.
Станом на 1992 рік над проєктом працювали троє: Лу Монтуллі (Lou Montulli), Майкл Гроуб (Michael Grobe) та Чарльз Різак (Charles Rezac). Lynx був частиною клієнт-серверної системи, використовувався протокол Gopher і власний синтаксис. Для роботи з базами даних Лу Монтуллі одним з перших розробляє теги форм.
У 1993 Тім Бернерс-Лі (Tim Berners-Lee), один з творців Всесвітньої мережі, пропонує команді Канзаського університету реалізувати в Lynx підтримку HTTP і HTML, що вони і роблять. Lynx стає одним з найпопулярніших Інтернет-браузерів.
У 1994 Лу Монтуллі та Чарльз Різак залишають команду, на їх місце приходить Гаретт Бліт (Garrett Blythe), однак незабаром і він, слідом за Монтуллі, переходить до компанії Netscape. Ненадовго до розробки долучається і Джеф Портер (Jeff Porter). Розробка призупиняється.
У 1996, після відхилення декількох пропозицій зробити Lynx комерційним проєктом, Майкл Гроуб оголошує про розповсюдження частини коду Lynx під ліцензією GPL.
Розробка Lynx триває і сьогодні.

## Конкуренти і послідовники
Основними аналогами Lynx сьогодні є браузери Links (та варіанти Links2 і ELinks) і w3m.
Компанія Yellowpipe створила Lynx Viewer, який дозволяє переглянути, як сторінка виглядатиме у Lynx. Існує також доповнення Lynx Viewer для браузера Mozilla Firefox. Одне з можливих застосувань Lynx Viewer — перевірка, як сторінка виглядатиме з точки зору роботів пошукових систем.